# بالکن (نقاشی)
بالکن (فرانسوی: Le balcon‎) یک نقاشی رنگ روغن روی بوم از ادوار مانه است که سال ۱۸۶۸ کشیده و سال ۱۸۶۹ در سالن (پاریس) نمایش داده شد. این نقاشی هم‌اکنون در موزه اورسی پاریس نگهداری می‌شود.

## نگارخانه

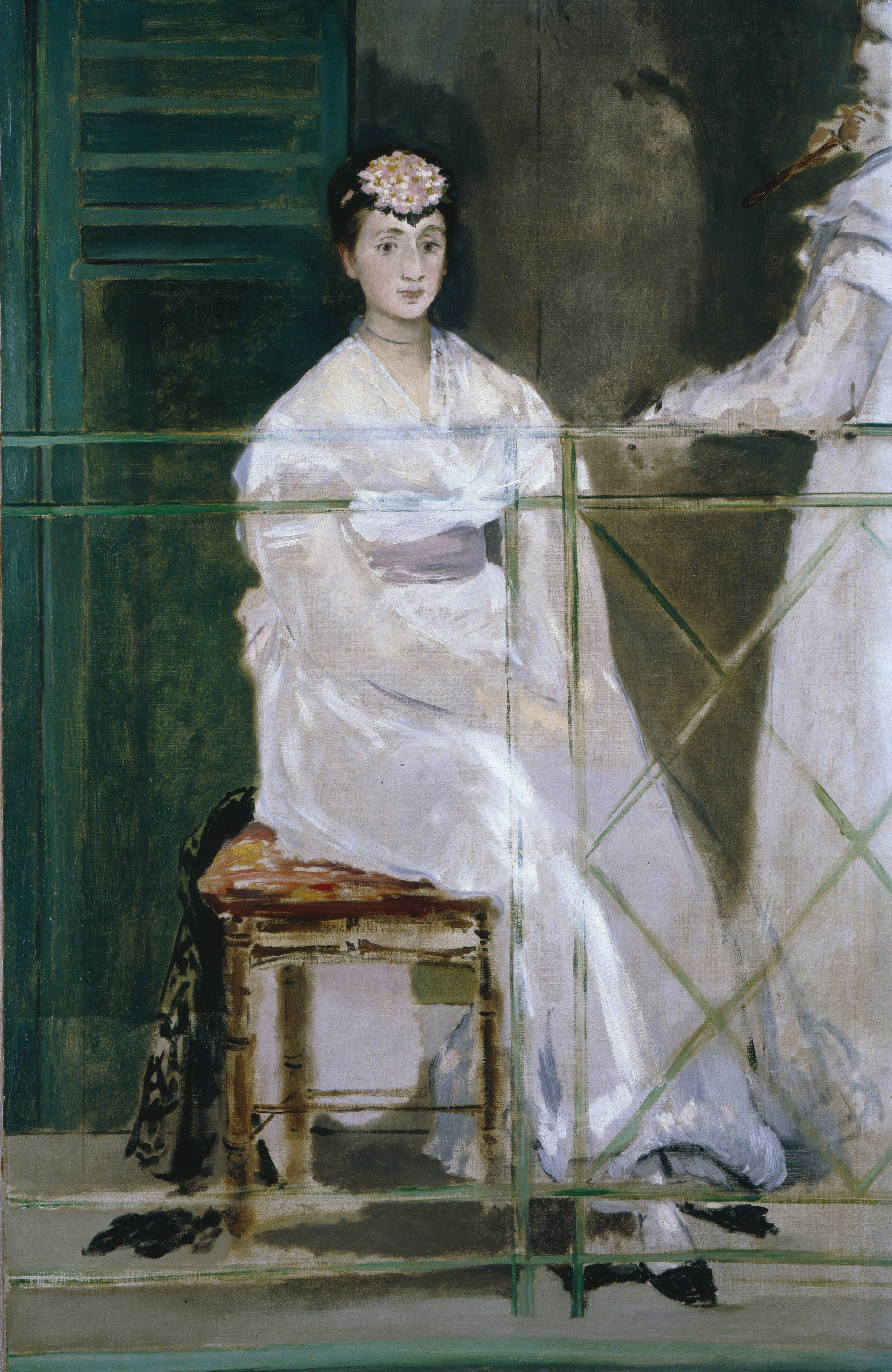